# Symphonie no 18 de Mozart
Pour les articles homonymes, voir Symphonie no 18.
La Symphonie no 18 en fa majeur KV 130 est une symphonie de jeunesse de Mozart, composée en mai 1772 à Salzbourg.
La partition autographe se trouve à la Bibliothèque de l'Université de Tübingen.

## Instrumentation
| Instrumentation de la symphonie no 18                                       |
| Cordes                                                                      |
| premiers violons, seconds violons, altos, violoncelles, contrebasses        |
| Bois                                                                        |
| 2 flûtes                                                                    |
| Cuivres                                                                     |
| 4 cors (2 en ut, 2 en fa) (cors en si bémol et fa dans le second mouvement) |

## Structure
La symphonie comprend 4 mouvements :
1. Allegro, en fa majeur, à , 132 mesures, 2 sections jouées 2 fois (mesures 1 à 62, mesures 63 à 132)
2. Andante grazioso, en si bémol majeur, à 
, 120 mesures, 2 sections jouées 2 fois (mesures 1 à 39, mesures 40 à 112) + coda (mesures 113 à 120, cordes jouées avec les sourdines
3. Menuet et Trio, en fa majeur (Trio en ut majeur), à 
, 16 + 22 mesures
4. Molto allegro, en fa majeur, à , 196 mesures

Durée : environ 20 minutes

Introduction de l'Allegro:
La lecture audio n'est pas prise en charge dans votre navigateur. Vous pouvez télécharger le fichier audio.
Introduction de l'Andante grazioso:
La lecture audio n'est pas prise en charge dans votre navigateur. Vous pouvez télécharger le fichier audio.
Première reprise du Menuetto :
La lecture audio n'est pas prise en charge dans votre navigateur. Vous pouvez télécharger le fichier audio.
Première reprise du Trio :
La lecture audio n'est pas prise en charge dans votre navigateur. Vous pouvez télécharger le fichier audio.
Introduction du Molto allegro:
La lecture audio n'est pas prise en charge dans votre navigateur. Vous pouvez télécharger le fichier audio.